# 나츠카와 시이나
나츠카와 시이나(일본어: 夏川 椎菜 나쓰카와 시나[*], 1996년 7월 18일 ~ )는 일본의 여성 성우이자 가수이다. 본명은 타카노 시즈카(高野静香)이며 치바 현 출신이다.

## 인물
2011년 뮤직레인 주최 제2회 뮤직레인 슈퍼 오디션에서 합격하였으며 아마미야 소라, 아사쿠라 모모와 함께 유닛 Try Sail의 멤버로 활동하고 있다.

## 출연작

### 애니메이션
- 2012년
  - 아이카츠! - 히라사카 아야, 쿠로사와 미치루, 유즈키 나나
  - 옆자리 괴물군 - 여학생D

- 2013년
  - 아이카츠! - 소우마 키리코
  - 은수저 Silver Spoon - 여학생A

- 2014년
  - 4월은 너의 거짓말 - 소녀
  - 가이스트 크러셔 - 방송 목소리
  - 위치 크래프트 워크스 - 우츠기 칸나
  - 일주일간 친구 - 야마사토
  - 정령사의 검무 - 메이나스
  - 천체의 메소드 - 코미야 노노카
  - 평범한 여고생이 지역 아이돌을 해 보았다 - 테라사키 아즈키

- 2015년
  - 몬스터 아가씨가 있는 일상 - 폴트
  - 알드노아 제로 - 렘리나 버스 엔버스
  - 전파교사 - 쿠시나다 모에미, 여학생, 유이
  - 프리파라 - 밀크
  - Classroom☆Crisis - 카미나가야 아키
  - WORKING!! - 미츠키의 동료

- 2016년
  - 디멘션 W - 유리자키 이치고
  - 하이 스쿨 플릿 - 미사키 아케노(미케)
  - 문호 스트레이 독스 - 긴

- 2017년
  - 데미짱은 이야기하고 싶어 - 쿠사카베 유키
  - Re:CREATORS - 호시카와 히카유

- 2019년
  - 엔드로~! - 세이라
  - 마기아 레코드 마법소녀 마도카☆마기카 외전 - 유이 츠루노

### 극장 애니메이션
- 2014년
  - THE IDOLM@STER MOVIE 빛의 저편으로! - 모치즈키 안나

- 미정
  - 하이스쿨 플릿 극장판 - 미사키 아케노

### 게임
- 2013년
  - 아이돌 마스터 밀리언 라이브 - 모치즈키 안나

- 2014년
  - 프리덤 워즈 - 마리 "알마" 미랑

- 2015년
  - 스쿨 팡파레 - 시라모토 카린

- 2017년
  - 마기아 레코드 마법소녀 마도카☆마기카 외전 - 유이 츠루노
  - 아이돌 마스터 밀리언 라이브! 시어터 데이즈 - 모치즈키 안나

- 2018년
  - 마기아 레코드 마법소녀 마도카☆마기카 외전 - 소문 츠루노

- 2019년
  - 하이스쿨 플릿게임-미사키 아케노

1. ↑  졸업앨범을 통해 알려진 이름이다.